# Сімбор
Сімбор — це невелика територія площею 0,91 квадратних кілометрів, розташована в гирлі річки Сахіл (Португальською називається Ріо Вансозо) в бухті Сімбор, близько 25 км на схід від Діу. З моменту свого створення на початку 18 століття, цей ексклав був підпорядкований округу Діу, Португальська Індія, до тих пір, поки Індія не була відібрала територію в грудні 1961 року разом з рештою Португальської Індії. Сімбор (також Сімар або Сімарбандар) зараз є частиною округу Діу. 
У ексклаві проживає невелика кількість людей, рибальська спільнота лише частину року. 

## Територія

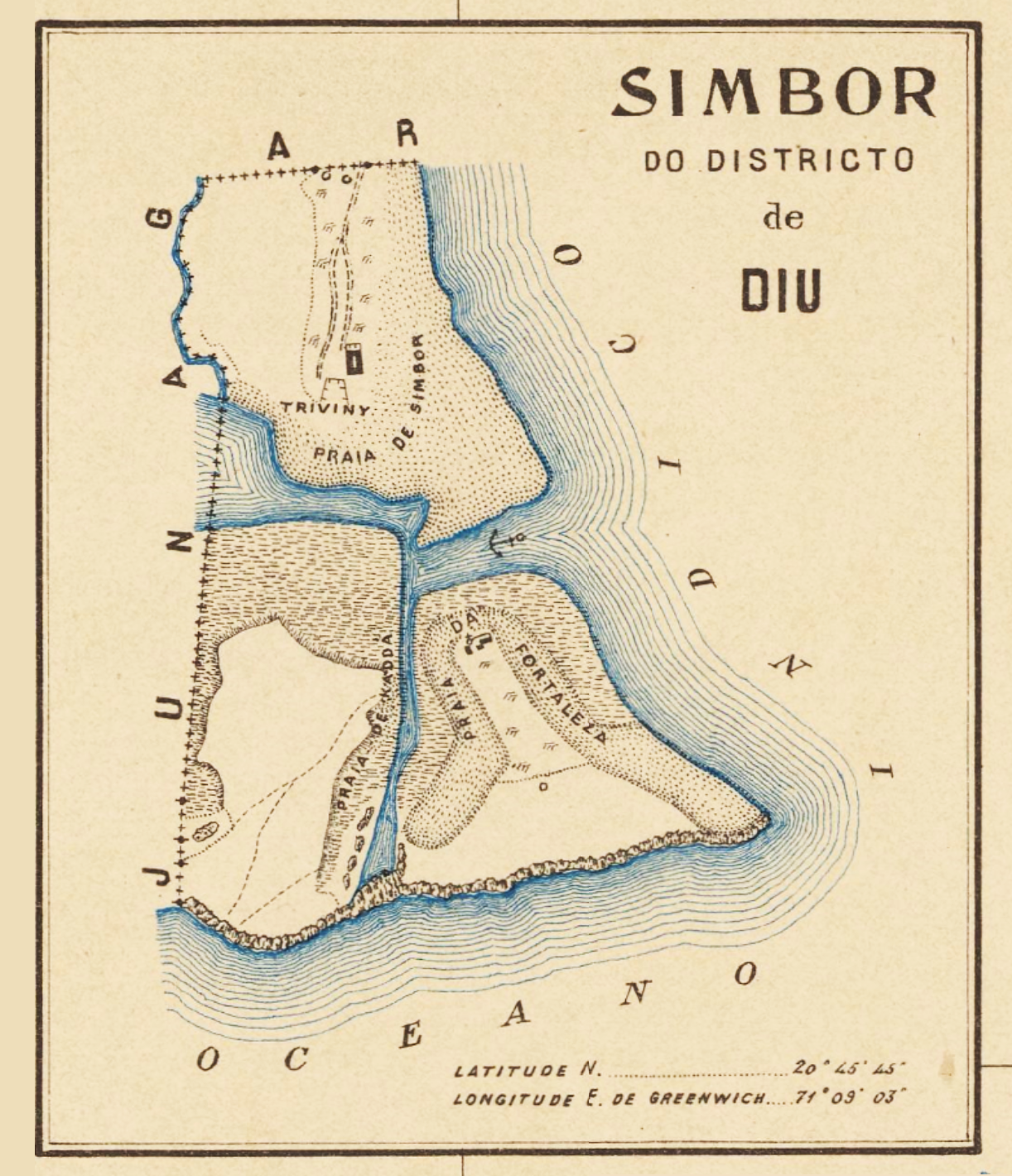
Територія Сімбора

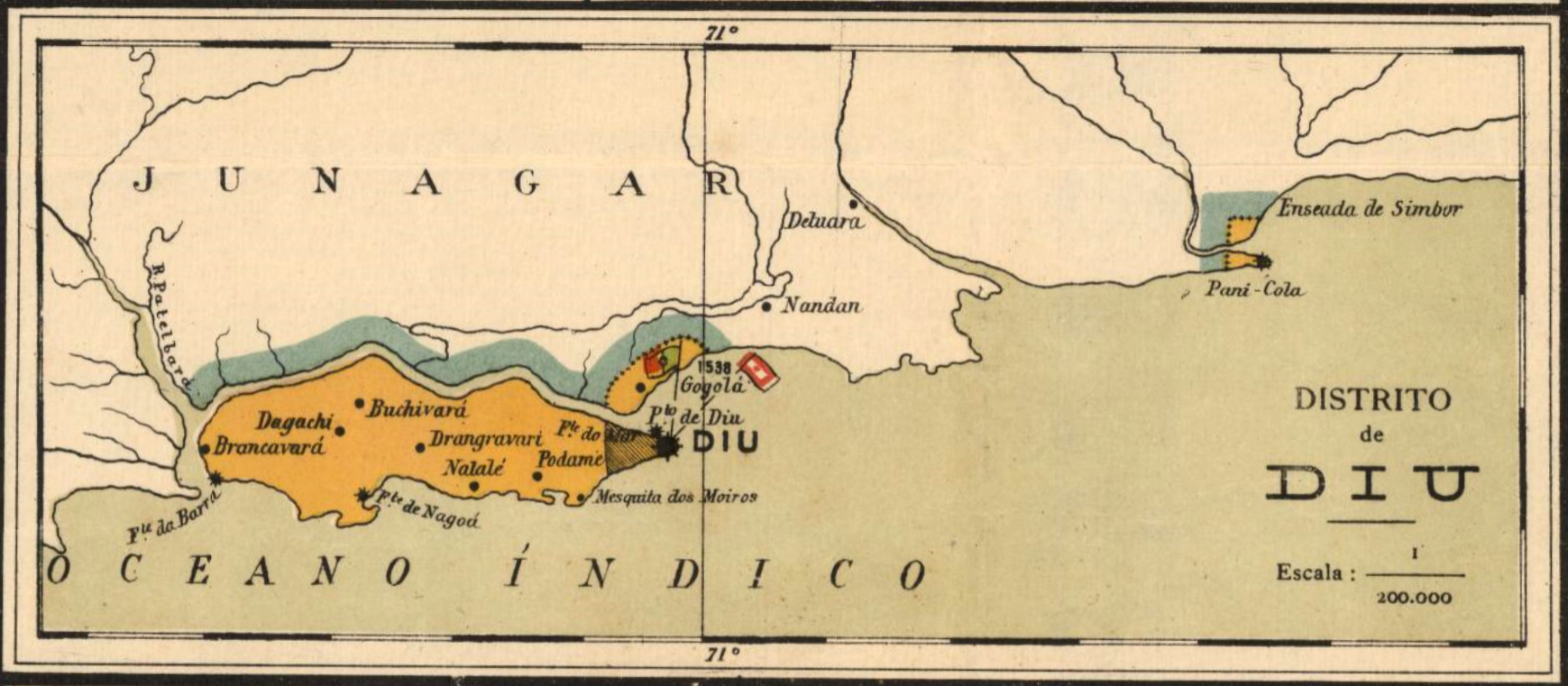
Португальська карта, що показує район Діу, включаючи Сімбор

Територія сучасного ексклаву Сімбора така ж, як і в колоніальну епоху. Він складається з двох земельних ділянок по обидві сторони від лиману річки Сахіл (Вансосо) та острівця в гирлі річки, на якому побудований форт Святого Антонія Сімборського. Село Сімбор (Сімар) розташоване приблизно в 2 км на північний схід і є частиною штату Гуджарат. 
На цій території не було постійних поселень, окрім форту Св. Антонія, і не було місцевої адміністрації протягом колоніального періоду. Місцевість рівна і безплідна. Португальський губернатор, який відвідав ексклав у 1924 році, скаржився, що територія Португалії складається лише з трьох невеликих піщаних сухих ділянок землі. 

## Населення
Сьогодні, як і в португальський період, територія Сімбора не має постійного населення. Його відвідують тимчасово рибалки, що належать до тих чи інших традиційних риболовних каст, протягом багатьох століть ловлять рибу і живуть уздовж узбережжя Південного Гуджарату, включаючи затоки Сімбор. Протягом другої половини 19 століття вони стали основними постачальниками бомболімів, риби, яку вони ловили та сушили в затоці Сімбор, та яку вживали в Діу під час сезону мусонів. Сьогодні жінки та діти продовжують сушити рибу на стелажах на пляжі Сіума, як це вони робили поколіннями. Роботи по сортуванню риби та сушінню риби, а також хатки з пальмового листя, де живуть рибалки та їхні родини - кілька сотень людей - є звичною сценою в ексклаві Сімбора під час риболовного сезону.  

## Історія
На початку 18 століття Рамогі Варер, лідер групи піратів Санганіан, побудував невелике укріплене поселення на острові біля гирла річки Вансосо в бухті Самбор, 25 км на схід від Діу. У 1722 році губернатор Діу Луїс де Мело Перейра організував експедицію, яка захопила позицію і спалила судна піратів. Тоді португальці вирішили переробити існуюче укріплення у звичайний форт, який отримав назву Форт Святого Антонія Сімборського (порт. Forte de Santo António de Simbor). Вони також окупували береги, що безпосередньо стоять перед фортом, а також важливе село Сімбор, що знаходиться в 2,5 км звідти, включаючи цінний водний колодязь Дан-Куй. Завоювання спочатку вітали уряд в Гоа, і план майбутнього форту був відправлений до Лісабона. Однак влада незабаром вирішила, що витрати, пов'язані з утриманням ще однієї фортеці, будуть невиправданими, і було прийнято рішення знести новий форт і використати матеріал для того щоб перегородить річку щоб запобігти проникнення туди піратів. Наказ про знесення, виданий у 1726 році, і був перенесений двічі, перш ніж португальцями було остаточно прийнято рішення про утримання Сімбора та відновлення форту. Створення та консолідація держави Джунаґада в середині 18 століття породило нескінченні конфлікти. Джунаґада, яка межувала із Діу та Сімбором, прагнула відібрати португальський контроль над лиманом річки Вансосо. Зважаючи на постійний дефіцит води в Джунаґаді, португальський контроль над колодязем Дан-Куй, доступ до якого вони обмежили, був ще одним спірним моментом. 
У середині 19 століття Джунаґада  чинила тиск на португальський уряд. Підтримані владою Британської Індії, вони розпочали переговори для вирішення цих конфліктів. Договір, підписаний з Джунаґадою в 1859 р., що зменшив власність Португалії до двох невеликих смуг землі з обох боків лиману. Португалія, яка вже у 18 столітті втратила село Сімбор, втратила більше прилеглої до села території. Це закрило доступ до колодязя Дан-Куй, тим самим зробивши форт більш залежним від внутрішньої цистерни для питної води. Лиман річки та затоки залишався під португальським контролем, вигідне право на стягнення плати за якірну стоянку було скасовано. З позитивної сторони, португальським солдатам, якщо вони були беззбройні, було дозволено перетнути територію Джанаґади під час переходу з Діу до Сімбора. 

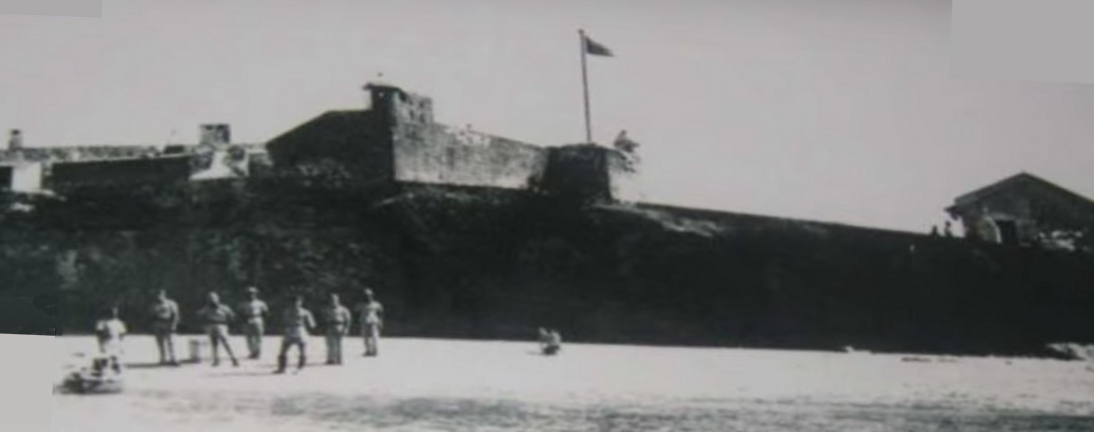
Португальські солдати стоять перед фортом

Договором додатково було передбачено, що в точці злиття трьох водних шляхів (річки Вансозо плюс два струмки), брахмани мали право проводити ритуали і палити індуїстські трупи. Португальці не могли рибалити або проводити будь-які інші дії в цьому місці. Хоча індуїсти ніколи не користувалися правом користуватися цією територією, в 1892 році Джунаґада побудувала там кам’яну стіну і в 1917 році попросила дозволу відновити її. Цей запит спонукав губернатора Діу Рауля-ду-Амарала надіслати доповідь генеральному губернатору в Гоа, де описана історія численних конфліктів, пов'язаних із Сімбором, вказуючи, що договір 1859 р. не приніс Португалії нічого, крім приниження. Договір не усунув усіх джерел тертя щодо Сімбора: контрабанди алкоголю та недостатню кількість води для португальці під час мусонних місяців, коли бухта переповнена човнами, які шукають притулку. 
У звіті 1889 р. вказувалося, що, незважаючи на майже повну занедбаність форту, діяльність рибалок у водах ексклаву сприяла розвитку  господарства Діу, оскільки вони постачали майже всю в’ялену рибу, яку їли населення Діу протягом мусонів. Тим не менш, чиновники не раз припускали, що Сімбор разом із його фортом, який давно перестав служити будь-якій практичній меті, і від нього слід відмовитися або обмінятись. Губернатор Діу, який відвідав ексклав у 1924 році, скаржився, що ця територія Португалії складається лише з трьох невеликих піщаних та посушливих ділянок землі, додавши, що після останнього циклону форт тепер лежав напівзруйнованим. Невеликий гарнізон форту становив єдине постійне населення цієї невеликої території. 
У 1954 р. активісти незалежності окупували форт Санто Антоніо, після чого повернулися назад після підняття індійського прапора. 19 грудня 1961 року малий гарнізон форту був останнім військовим контингентом, який здався в Португальській Індії через посередника португальського офіцера Діу, який дістався до форту Санто Антоніо на судні індійської армії. 